# Furkan Palalı
Furkan Palalı (Konya, 26 de octubre de 1986) es un actor y modelo turco, conocido por interpretar el papel de Fikret Fekeli Yaman en la serie Bir Zamanlar Çukurova.

## Biografía
Furkan Palalı nació el 26 de octubre de 1986 en Konya (Turquía), de madre Cemile Palalı y padre Azmi Palalı.

## Carrera

### Instrucción
Furkan Palalı completó la escuela secundaria en la Konya Private Diltaş. Después de graduarse de la escuela secundaria Konya Dolapoğlu Anatolian, completó su educación universitaria en el departamento de Ingeniería Geológica de la Universidad de Hacettepe en Ankara. Tiene seis meses de formación en actuación creativa en Ankara, formación en actuación teatral en Tuncay Özinel y formación en interpretación de personajes en Ferdi Merter. Todavía continúa su educación de posgrado en el departamento de radio y televisión de la Universidad de Marmara.

### Baloncesto
Furkan Palalı mientras estudiaba en Konya, comenzó su carrera de baloncesto en la infraestructura de Konyaspor Kulübü, que competía en la Primera Liga de Baloncesto de Turquía en ese momento, y después de jugar a la pelota en el mismo club durante siete años, en 2000 fue transferido a Tofaş. sucursal de Konya del club. Después de dos años de luchas exitosas, se despidió del baloncesto para continuar con su carrera universitaria.

### Modelo
Furkan Palalı comenzó su carrera como modelo en una agencia con sede en Ankara, la cual registró durante sus años escolares, con el apoyo de sus amigos y una amiga que trabajó en una agencia de modelos en Ankara durante sus años universitarios. Después de graduarse de la universidad, evaluó ofertas de Estambul y en 2010 firmó un contrato con la agencia Selin Boronkay. Participó en varias organizaciones en esta agencia durante 1,5 años y recorrió muchos desfiles de moda y catálogos, también trabajó para la competencia de modelos, que era su único enfoque. Obtuvo el primer lugar en la competencia Mejor modelo de Turquía del 2011 . Entonces, en el mismo año, obtuvo el derecho a participar en el concurso World's Best Model, donde también obtuvo el primer lugar en este último concurso. Habiendo ganado concursos, ahora se ha convertido en un nombre familiar en la comunidad internacional.

### Interino
Furkan Palalı en 2010 hizo su primera aparición como actor con el papel de Aras en la serie Küçük Sırlar.En 2012 interpretó el papel de Arif en la serie Son Yaz - Balkanlar 1912. En el mismo año ocupó el papel de Giray en la serie Aşk Emek İster. En 2013 interpretó el papel de Demir en la serie Aşk Emek İster. En 2014, se unió al elenco de la serie Kızılelma, interpretando el papel de Murad Altay.
En 2015 interpretó el papel de Kenan en la serie Son Çıkış. Al año siguiente, en 2016, protagonizó la película Somuncu Baba: Aşkın Sırrı dirigida por Kürşat Kızbaz. En 2016 y 2017 fue elegido para interpretar el papel de Onur Sarıhan en la serie emitida en Fox No: 309 y donde actuó junto a actores como Demet Özdemir, Sumru Yavrucuk y Erdal Özyağcılar. En 2017, interpretó el papel de Mevlana en la película Direniş: Karatay dirigida por Selahattin Sancaklı.
En 2018 interpretó el papel de Yiğit Tümer en la serie Bir Mucize Olsun. Al año siguiente, en 2019, ocupó el papel de Nejat Yılmaz en la serie Benim Tatlı Yalanım. En el mismo año protagonizó la película Yuvaya Dönüs dirigida por Hakan Kursun. En 2021 en 2022 fue elegido para interpretar el papel de Fikret Fekeli Yaman en la serie emitida en ATV Bir Zamanlar Çukurova y donde actuó junto a actores como Hilal Altınbilek, Murat Ünalmış, Kerem Alışık e İlayda Çevik. En 2022 interpretó el papel de Serkan en la película Merkez dirigida por Hakan Kursun. Al año siguiente, en 2023, interpretó el papel del Comisionado Ali Hanoglu en la serie web Sebeke.

## Filmografía

### Cine
| Año  | Título                    | Personaje    | Director            |
| ---- | ------------------------- | ------------ | ------------------- |
| 2016 | Somuncu Baba: Aşkın Sırrı | Somuncu Baba | Kürşat Kızbaz       |
| 2017 | Direniş: Karatay          | Mevlana      | Selahattin Sancaklı |
| 2019 | Yuvaya Dönüs              | Mesut        | Hakan Kursun        |
| 2022 | Merkez                    | Serkan       | Hakan Kursun        |

### Televisión
| Año       | Título                                     | Personaje           | Notas        |
| --------- | ------------------------------------------ | ------------------- | ------------ |
| 2010      | Küçük Sirlar                               | Aras                | 6 episodios  |
| 2011      | El secreto de Feriha (Adını Feriha Koydum) | Modelo              | 1 episodio   |
| 2012      | Son Yaz - Balkanlar 1912                   | Arif                | 4 episodios  |
| 2012      | Hayat Devam Ediyor                         | Giray               | 1 episodio   |
| 2013      | Aşk Emek İster                             | Demir               | 11 episodios |
| 2014      | Kızılelma                                  | Murat               | 1 episodio   |
| 2015      | Son Çıkış                                  | Kenan               | 13 episodios |
| 2016-2017 | No: 309                                    | Onur Sarihan        | 65 episodios |
| 2018      | Bir Mucize Olsun                           | Yiğit Tümer         | 3 episodios  |
| 2019      | Benim Tatlı Yalanım                        | Nejat Yilmaz        | 28 episodios |
| 2020-2022 | Bir Zamanlar Çukurova                      | Fikret Fekeli Yaman | 78 episodios |

### Web TV
| Año  | Título | Personaje               | Notas        |
| ---- | ------ | ----------------------- | ------------ |
| 2023 | Şebeke | Comisionado Ali Hanoglu | 10 episodios |

## Premios y reconocimientos

### Actor
Premios Mariposa Dorada de Pantene
| Año  | Categoría                                     | Trabajo             | Resultado | Notas                   |
| ---- | --------------------------------------------- | ------------------- | --------- | ----------------------- |
| 2017 | Mejor actor de comedia romántica              | No: 309             | Nominado  |                         |
| 2017 | Mejor pareja en serie de televisión           | No: 309             | Nominado  | Junto con Demet Özdemir |
| 2019 | Mejor actor en una serie de comedia romántica | Benim Tatli Yalanim | Nominado  |                         |

Buzz Magazine Actors Awards - Los hombres de oro
| Año  | Categoría                     | Resultado |
| ---- | ----------------------------- | --------- |
| 2020 | Mejor actor en un drama turco | Ganador   |

Premios de la marca de Turquía
| Año  | Categoría                                | Trabajo             | Resultado |
| ---- | ---------------------------------------- | ------------------- | --------- |
| 2019 | Mejor actor de comedia romántica del año | Benim Tatli Yalanim | Ganador   |

Premios de becas de Turquía y Azerbaiyán
| Año  | Categoría                        | Resultado |
| ---- | -------------------------------- | --------- |
| 2019 | Mejor actor de comedia romántica | Ganador   |

46° Premio Mariposa Dorada
| Año  | Categoría                                 | Trabajo             | Resultado |
| ---- | ----------------------------------------- | ------------------- | --------- |
| 2019 | Mejor actor en serie de comedia romántica | Benim Tatli Yalanim | Nominado  |

### Modelo
| Año  | Categoría                    | Resultado |
| ---- | ---------------------------- | --------- |
| 2011 | Mejor Modelo de Turquía 2011 | Ganador   |
| 2011 | World's Best Model           | Ganador   |